# Прогрессивная партия Чада
Прогрессивная партия Чада (фр. Parti Progressiste Tchadien, PPT) — правящая политическая партия Республики Чад в 1960—1973 годах.

## История Прогрессивной партии Чада

### Основание партии. На пути к независимости Чада
ППЧ была основана 16 декабря 1946 года в заморской территории Чад, принадлежавшей Франции, как секция Африканского демократического объединения (АДО, РДА), действовавшего на территории всех французских колоний Тропической Африки. Особым влиянием в АДО обладала в то время Французская коммунистическая партия. Основателем партии был сотрудник колониальной администрации, этнический француз и уроженец Панамы Габриэль Лизетт. ППЧ считалась партией левой и радикально-националистической и первоначально французские колониальные власти и племенная элита не поддерживали ППЧ, предпочитая партию Чадский демократический союз. Однако после того, как в 1956 году были расширены избирательные права в колониях Франции, ППЧ сумела одержать победу на выборах в Территориальное собрание, а Лизетт возглавил правительство колонии. ППЧ перешла под контроль племенной элиты Чада и уже выражала интересы христианского меньшинства юга страны . 31 мая 1959 года ППЧ победила на выборах в Законодательное собрание Чада и окончательно пришла к власти в колонии, уже получившей автономию. Её представитель Франсуа Томбалбай возглавил правительство страны, в то время как сама партия осталась под контролем Лизетта. ППЧ, контролируя исполнительную и законодательную власть, возглавила борьбу за предоставление Чаду независимости.

### Правящая партия
Сразу после провозглашения в 1960 году независимой Республики Чад Франсуа Томбалбай отстранил Лизетта от руководства партией и 4 декабря 1960 года на съезде ППЧ был избран председателем (с 1963 года — Генеральный секретарь) Прогрессивной партии Чада. В апреле 1961 года, когда режим Томбалбая уже активно завоевывал политическое пространство, вытесняя из него оппозицию, ППЧ объединилась с Африканской национальной партией Чада в Союз борьбы за прогресс Чада (фр. Union pour le Progress du Tchad). Однако через короткий срок новая партия развалилась и ППЧ вернулась в прежнее состояние. В марте 1962 года на парламентских выборах все места в Национальной ассамблее достались ППЧ. В стране была установлена однопартийная система, а ППЧ превращена в одну из опор власти Президента и средство мобилизации населения в различных общенациональных компаниях. Прошедший в январе 1963 года V съезд Прогрессивной партии Чада одобрил установление в стране однопартийной системы и принял новый Устав ППЧ. В июне 1964 года Национальное собрание дало Томбалбаю право на любые назначения в Политбюро ППЧ, узаконив его неограниченную власть в партии. В августе 1964 года прошла конференция руководящих кадров ППЧ, в ноябре того же года была создана молодёжная организация ППЧ — Движение чадской молодёжи. В декабре 1965 года Национальное собрание Чада приняло поправку к Конституции, упразднившую право граждан Чада на создание новых партий и политических организаций. В 1967 году, в условиях начавшейся гражданской войны, Томбалбай активизировал воздействие на общество через партию — прошедший в январе VI съезд ППЧ провозгласил курс на политическую мобилизацию населения на борьбу «против невежества, лени и паразитизма». Съезд утвердил пятилетнюю программу экономического развития страны на 1966—1970 годы. После съезда Томбалбай реорганизовал Политбюро ППЧ, а в ноябре открыл в столице партийную школу. В 1969 году ППЧ по официальным данным вновь получила все голоса на парламентских выборах. 30 марта — 1 апреля 1971 года проходит последний, VII съезд Прогрессивной партии Чада, названный «Съездом примирения». Однако участие в нём представителей повстанцев арабского севера  не прекратило гражданскую войну. Более того, рост оппозиции курсу Томбалбая уже в самой партии привел к тому, что в 1973 году он распустил женскую и молодежную секции партии и провел аресты среди партийных функционеров и военных.

### Преобразование ППЧ
В августе 1973 года, в условиях глубочайшего кризиса, партия по решению Президента Томбалбая прекратила своё существование. 27 августа 1973 года был собран Чрезвычайный съезд ППЧ, который 30 августа распустил Прогрессивную партию Чада. На том же съезде было создано Национальное движение за культурную и социальную революцию Чада.

## Устав ППЧ
В Уставе 1963 года говорилось: 
Прогрессивная партия Чада является передовой политической организацией,  ставящей своей целью объединить в своих рядах чадский народ. Партия является руководителем народа и намерена приложить все усилия для осуществления его самых сокровенных чаяний. Основываясь на добровольном членстве, ППЧ борется как в своих собственных рядах, так и среди народа против взглядов, направленных на ограничение борьбы за освобождение народа.
 Задачами ППЧ провозглашались модернизация экономической и социальной структуры Чада, объединение всех этнических групп в единую чадскую нацию, контроль над важнейшими отраслями экономики. Устав гласил, что во внешней политике ППЧ стремится к 
установлению и развитию отношений со всеми иностранными государствами на основе принципов взаимной выгоды и взаимного уважения внутренних политических режимов.
Членство в партии было добровольным, в неё принимался любой, кто признавал политическую линию, тактику и стратегию ППЧ, соблюдал партийную дисциплину и был готов бороться за выполнение её решений. Вступающий должен был представить рекомендации от трёх членов партии, имеющих стаж не менее одного года. В партию принимался тот, кто получал абсолютное большинство голосов членов первичной организации ППЧ.
Член партии был обязан решительно бороться за осуществление программы партии, активно участвовать в её деятельности, добросовестно выполнять партийные поручения. . Членством в ППЧ было охвачено практически всё взрослое население Чада, то есть около двух миллионов человек.

## Структура партии
Прогрессивная партия Чада строилась по территориальному признаку. Первичные организации партии формировались в деревнях (где должны были включать до 50 членов партии) и в городских кварталах (до 25 членов партии). Они именовались сельскими или квартальными комитетами ППЧ. Целью этих ячеек были организация и воспитание масс, мобилизация их на выполнение решений партийного руководства. Над первичными организациями стояли кантональные комитеты, над ними — подсекции и федерации ППЧ (в провинциях). Высшим органом партии являлся съезд ППЧ, собиравшийся один раз в три года. В перерывах между съездами высшим органом было Национальное политбюро ППЧ в составе 27 членов, которое контролировало выполнение решений съезда,  руководило всей деятельностью правительства страны и всех массовых общественных организаций. Национальное политбюро возглавлялось Генеральным секретарём в лице президента Чада Франсуа Томбалбая. С 1964 года Генеральный секретарь получил право производить любые назначения в Политбюро, то есть фактическое право формирования высших органов партии.